# Robert Dietl
Pour les articles homonymes, voir Dietl.
Robert Dietl (né le 7 août 1932 à Salzbourg, mort le 5 octobre 2010) est un acteur autrichien.

## Biographie
Dietl reçoit sa formation artistique au Mozarteum, dans sa ville natale. En 1948, Gustaf Gründgens lui donne son premier engagement au Düsseldorfer Schauspielhaus. Il joue ensuite à Berlin, Zurich, Hanovre, Hambourg et Vienne. Il est occasionnellement metteur en scène.
À partir de 1954, il enchaîne les rôles au cinéma puis surtout à la télévision. Son rôle cinématographique le plus important est celui du gardien du camp de concentration Alois Hunzinger dans Abrahams Gold, présenté au festival de Cannes 1990.
En tant que doubleur, il est, entre autres, la voix allemande de Leon Askin qui est le général Burkhalter dans la série Papa Schultz, de M. Strickland (James Tolkan) dans Retour vers le futur.

## Filmographie
- 1954 : Der Engel mit dem Flammenschwert (de)
- 1957 : Die Fee (TV)
- 1958 : Mein Sohn, der Herr Minister (TV)
- 1958 : Die chinesische Mauer (TV)
- 1960 : La Grande Vie
- 1960 : Le Joueur d'échecs
- 1961 : Der Feind (TV)
- 1961 : Alle meine Söhne (TV)
- 1961 : So viele Kinder (TV)
- 1962 : Der Hochzeitsgast (TV)
- 1962 : Alpenkönig und Menschenfeind (TV)
- 1963 : Der Mustergatte (TV)
- 1963 : Spiel im Morgengrauen (TV)
- 1963 : Le Grand Retour
- 1963 : Reisender ohne Gepäck (TV)
- 1963 : Attentat (TV)
- 1963 : Oberinspektor Marek (de) (série télévisée, épisode Vorladung)
- 1963 : Das Dunkel ist Licht genug (TV)
- 1964 : Die Verantwortlichen (TV)
- 1964 : In der Sache J. Robert Oppenheimer (de)
- 1964 : Und die Hölle, Isabelle? (TV)
- 1965 : Literatur (TV)
- 1965 : Die letzten Tage der Menschheit (TV)
- 1966 : Das Märchen (TV)
- 1966 : Liselotte von der Pfalz (de)
- 1967 : Verräter (série télévisée, 1 épisode)
- 1968 : Das Kriminalmuseum (série télévisée, épisode : Die Reifenspur)
- 1968 : Die Begnadigung (TV)
- 1968 : Provinces (série télévisée, 1 épisode)
- 1968 : Der Auftrag (TV)
- 1968 : Die Berliner Antigone (TV)
- 1968 : Der Senator
- 1969 : Gesang für die Gerechten (TV)
- 1969 : Je suis un éléphant, Madame (de)
- 1970 : Das Bastardzeichen (TV)
- 1970 : John Klings Abenteuer (série télévisée, 1 épisode)
- 1970 : Alkeste – Die Bedeutung, Protektion zu haben (TV)
- 1971 : Doppelgänger (série télévisée, 13 épisodes)
- 1972 : Sprungbrett (TV)
- 1972 : Auf Befehl erschossen – Die Brüder Sass, einst Berlins große Ganoven (TV)
- 1972 : Dem Täter auf der Spur, épisode : Kein Hafer für Nicolo
- 1972 : Das Jahrhundert der Chirurgen (série télévisée, 1 épisode)
- 1972 : Die Abenteuer des braven Soldaten Schwejk (série télévisée, 2 épisodes)
- 1973 : Sonderdezernat K1, épisode: Trip ins Jenseits
- 1973 : Lokaltermin (série télévisée, 1 épisode)
- 1973 : Die Kriminalerzählung (série télévisée, 1 épisode)
- 1973 : Hamburg Transit (série télévisée, 1 épisode)
- 1974 : Der Abituriententag
- 1974 : Zerfall einer Großfamilie (TV)
- 1975 : Beschlossen und verkündet (série télévisée, 2 épisodes: Schüsse im Morgengrauen, Alle Vorteile gelten)
- 1976 : Seul dans Berlin
- 1976 : Die Hebamme (TV)
- 1976 : Ein Fall für Stein (série télévisée, 1 épisode)
- 1976 : Unternehmen V2
- 1977 : Preussenkorso 45–48 (TV)
- 1977 : Tagebuch eines Liebenden
- 1977 : Es muß nicht immer Kaviar sein (série télévisée, 2 épisodes)
- 1978 : Ein Mann will nach oben (série télévisée, 3 épisodes)
- 1979 : La Lumière des justes (série télévisée, 2 épisodes)
- 1979 : Leutnant Gustl (TV)
- 1979 : Berggasse 19 (de) (TV)
- 1979 : Pariser Geschichten (série télévisée, 1 épisode)
- 1980 : Der Gute (TV)
- 1980 : Der einsame Weg (TV)
- 1980 : Egon Schiele, enfer et passion
- 1981 : In Ewigkeit amen (TV)
- 1981 : Die Laurents (série télévisée, 1 épisode)
- 1982 : Die Geschichte einer Vielgeliebten (TV)
- 1982 : Cinq Jours, ce printemps-là
- 1983 : Viadukt
- 1983 : Konrad oder Das Kind aus der Konservenbüchse
- 1984 : Le Lieutenant du diable (TV)
- 1984 : Wassa Schelesnowa (TV)
- 1984 : Ich heirate eine Familie (série télévisée, 1 épisode)
- 1984 : Défense d'aimer
- 1985 : Ein Heim für Tiere (série télévisée, 1 épisode)
- 1985 : Schöne Ferien – Urlaubsgeschichten aus Kenia (série télévisée)
- 1985 : Via Mala (TV)
- 1985 : Es muß nicht immer Mord sein (série télévisée, 1 épisode)
- 1986 : Detektivbüro Roth (série télévisée, 1 épisode)
- 1986 : Tatort (série télévisée, épisode: Tödliche Blende)
- 1986 : Tatort: Der Schnee vom vergangenen Jahr (de)
- 1986 : Fatherland
- 1986 : Didi – Der Untermieter (série télévisée, 1 épisode)
- 1987 : Das Traumschiff – Brasilien
- 1987 : Der Schatz im Niemandsland (série télévisée, 1 épisode)
- 1987 : Christian Rother – Bankier für Preussen (série télévisée, 2 épisodes)
- 1987 : Der Prins muss her (série télévisée, 1 épisode)
- 1988 : Hals über Kopf (série télévisée, 1 épisode)
- 1988 : Liebling Kreuzberg (série télévisée, 1 épisode)
- 1989 : Coplan (série télévisée, 1 épisode)
- 1989 : L'Ami retrouvé
- 1989 : Le Septième Continent
- 1989 : Abrahams Gold
- 1990 : Harry et Harriet
- 1990 : Der doppelte Nötzli
- 1990 : Roda Roda (série télévisée)
- 1991 : Die Wicherts von nebenan (série télévisée, 1 épisode)
- 1991 : Der Hausgeist (série télévisée, 1 épisode)
- 1991 : Drei Damen vom Grill (série télévisée, épisode 122: Blauer Dunst)
- 1994 : Cornelius hilft (série télévisée)
- 1994 : Rex, chien flic (série télévisée, épisode L'Attentat)
- 1996 : En quête de preuves (série télévisée, 1 épisode)